# Osteodistrofia fibrosa
A osteodistrofia fibrosa, mais conhecida como cara inchada, é uma doença que acomete equinos, bovinos e caprinos. Pode ocorrer por conta de bactérias, pela não ingestão de cálcio ou consumo excessivo de fósforo, ou seja, pelo desequilíbrio da proporção cálcio-fósforo no organismo do animal.  Segundo Márcia Furlan, pesquisadora da Embrapa Pantanal, esse desequilíbrio é fortemente influenciado pela má alimentação e o tipo de pastagem disponibilizadas para os animais.

## Características
Nos equinos acometidos por essa doença, a densidade óssea diminui, podendo causar perda dos dentes, problemas ao se alimentar, consequentemente, enfraquecimento, distúrbios locomotores, prejuízo no trabalho reprodutivo e até mesmo morte. Comumente os animais que mais adquirem essa doença são jovens, de 1,5 a 7 anos de idade, podendo  ocorrer também em animais com idade superior a 7 anos. 
Nos caprinos os sintomas se assemelham aos dos equinos, sendo eles: cabeça inchada, vários graus de abertura de boca com protrusão da língua, dificuldade respiratória, falta de apetite e fraqueza, podendo ocorrer, também, alguns casos de aborto e  múltiplas fraturas incompletas.  
Nos bovinos a doença diferencia-se da cara inchada dos equinos. A osteodistrofia fibrosa bovina caracteriza-se por uma periodontite purulenta, que progride rapidamente, causando abaulamento uni- ou bilateral da face consequente da periostite crônica ossificante, resultando em aposição lateral de tecido ósseo nos maxilares e na mandíbula. O quadro clínico desses animais é agravado pela diarreia, que comumente acompanha a doença. O nível de mortalidade é alto. Lesões da periodontite podem se desenvolver em bezerros a partir de 1 mês de idade, logo após a saída dos dentes pré-molares e o desenvolvimento das papilas interdentárias. O ápice da papila gengival vai sendo destruído e, em poucos dias, se forma uma bolsa peridentária com restos alimentares e material de mau cheiro. O processo inflamatório da gengiva resulta na destruição dos alvéolos, causando afrouxamento e perda de dentes. Em bezerros de sobreano, colocados em pastos positivos para cara inchada bovina, observam-se lesões peridentárias entre os últimos pré-molares e primeiros molares, indicando que a periodontite se desenvolve unicamente na fase de erupção e crescimento dos dentes. Se os bovinos jovens afetados permanecem nesses pastos e tornam-se adultos, a periodontite pode, propagar-se ao nível dos molares. 

## Causas
Nos equinos: O cavalo apresenta o trato digestório adaptado para digerir e aproveitar dietas com elevados níveis de fibra vegetal, deste modo utiliza as pastagens como principal fonte de alimentação. Nas últimas décadas, a retirada de pastagens nativas do pantanal e a substituição por espécies exóticas, como espécies como Kazungula (Setaria anceps), Colonião (Panicum maximum), Transvala (Digitaria decumbens) e, principalmente, Brachiaria vem crescendo na planície pantaneira. A preferência pelo Brachiaria deve-se a resistência e capacidade de adaptação a solos pobres e arenosos. Estas pastagens apresentam boa produtividade, valores nutricionais variáveis, com deficiência em minerais. Apresentam, também, altos níveis de oxalato, substância que se liga ao cálcio formando o oxalato de cálcio, impedindo a absorção de cálcio pelo animal. Com essa redução de cálcio , a liberação do paratormônio é estimulada e o cálcio dos ossos começa a ser retirado e, consequentemente, substituído por tecido fibroso, acarretando Hiperparatireoidismo Nutricional Secundário ou Osteodistrofia Fibrosa.  
Nos caprinos: as causas são basicamente as mesmas dos equinos.
Nos bovinos: O gado que não morre na idade jovem, torna-se refugo. A cara inchada nos bovinos já foi tida como uma deficiência ou desequilíbrio mineral. Mas pesquisas, mostraram que trata-se de uma doença infecciosa multifatorial a ser denominada como Periodontite Epizoótica Bovina. Concluiu-se que os principais fatores para o desenvolvimento da doença são: (1) a fase de erupção dos dentes pré-molares e molares; (2) bactérias do grupo Bacteroides spp. presentes nos espaços subgengivais; e (3) o consumo de baixas concentrações de antibióticos; levando a um aumento da aderência das bactérias à gengiva e à destruição dos tecidos peridentários.

## Casos
Na segunda metade do ano de 2006, 38 animais apresentaram Osteodistrofia fibrosa, entre seis meses e três anos de idade, todos mantidos em pastoreio no cultivo de Aruana. No exame clínico geral, pôde-se observar o aumento bilateral e simétrico dos ossos da face, com redução da crista facial, confirmado na palpação. Na percussão, foi percebido som maciço. As funções vitais estavam dentro dos valores fisiológicos, com exceção da dispneia presente em nove animais. Também percebeu-se aumento de volume na parte distal do radio, caracterizando fisite, mais evidente nos animais até 11 meses de idade. 
Uma égua de raça Bretão, 13 anos, utilizada para tração foi encaminhada para atendimento na região de São José dos Pinhais-PR. Foi observado que a mesma se encontrava em um local com deficiência de pasto, e sua alimentação básica era apenas farelo de milho e trigo. Era possível ver o aumento bilateral dos seios paranasais. Debilidade, pouca movimentação e desidratação.
No final de Dezembro de 1998, em um rebanho de 250 cabras de leite da raça Sanen, localizadas na região de Ribatejo-Oeste, começaram a surgir animais com inchaço na cabeça, inapetência e debilidade física, tendo ocorrido algumas situações de aborto. Cerca de 60 cabras estavam afetadas, tendo morrido 45, até à data da visita. O regime alimentar a que estavam submetidos era de pouca qualidade.  Na necrópsia de duas cabras eutanasiadas, apresentavam, ambas, hipertrofia dos ramos dos mandibulares,  a consistência do tecido ósseo estava branda.
Em um total de 70 cabras de raça anglo-nubiana em uma certa propriedade, 7 com idade entre 4 meses a um ano estavam com sintomas de osteodistrofia fibrosa. Três não conseguiam fechar a boca, deixando parte da língua exposta devido ao aumento da mandíbula. 
Um animal sem raça definida, com quatro anos de idade, o qual vivia na baia foi atendido em uma propriedade rural localizada no Município de Catu - BA, foi relatado um aumento de volume nos ossos da face, região do maxilar esquerdo e direito e uma grande perda de peso. O regime alimentar oferecido era de baixa qualidade, duas vezes ao dia capim elefante moído, farelo de milho e milho moído. Devido às alterações na face, houve problemas respiratórios por conta de obstrução nasal. 